# Personal Jesus (Nina Hagen)
Personal Jesus è un album in studio da solista della cantante tedesca Nina Hagen, pubblicato nel 2010.

## Tracce
1. God's Radar (Cover The Dixie Hummingbirds) – 3:58 (Reverend Dan Smith)
2. I'll Live Again (Cover Angelic Gospel Singers) – 2:48 (Margaret Allison)
3. Personal Jesus (Cover Depeche Mode) – 4:01 (Martin Gore)
4. Nobody's Fault but Mine (Cover Blind Willie Johnson) – 4:01 (Blind Willie Johnson)
5. Down at the Cross (Cover Elisha Hoffman) – 3:13 (Berry E Graul, Blair Masters, Brown Bannister, Dan Needham, Donohue Chris, Elisha Hoffman, Jerome A. Mc Pherson)
6. Just a Little Talk with Jesus (Cover Elvis Presley) – 3:49 (Cleavant Derricks)
7. Mean Old World (Cover T-Bone Walker) – 3:03 (Traditional)
8. Help Me (Cover Larry Gatlin and the Gatlin Brothers) – 2:35 (Larry Gatlin)
9. Take Jesus with You (Cover Angelic Gospel Singers) – 3:12 (Allison)
10. On the Battlefield – 3:41 (Traditional)
11. Run On – 2:27 (Traditional)
12. All You Fascists Bound to Lose (Cover Woody Guthrie) – 1:40 (Stephen William Bragg, Woody Guthrie)
13. Sometimes I Ring Up Heaven – 4:12 (Anthony Heilbut)